# Andrei Tchmil
Andrei Anatoljevitsj Tchmil (Oekraïens: Андрій Анатолійович Чміль; Russisch: Андрей Анатольевич Чмиль) (Chabarovsk, 22 januari 1963) is een voormalig Belgisch wielrenner en Moldavisch politicus. Tchmil had achtereenvolgens de Sovjet-, Russische, Moldavische en Oekraïense nationaliteit voordat hij tot Belg werd genaturaliseerd. In 2006 werd hij in Moldavië tot minister van Sport benoemd.

## Carrière
Hij startte zijn loopbaan in 1989 bij het Alfa Lum-team, een ploeg die vooral uit Russische renners bestond (waaronder Dmitri Konysjev en Djamolidin Abdoesjaparov). Vervolgens ging Tchmil voor een kleine Belgische ploeg rijden en daarna zette hij zijn carrière verder bij grote ploegen. Na onvrede bij GB-MG omdat hij niet voor Johan Museeuw reed tijdens het WK, verhuisde hij in 1994 naar Lotto. Daar groeide hij uit tot een van de beste klassieke renners van zijn generatie. In 1994 won hij Parijs-Roubaix na een heroïsch duel met diezelfde Museeuw. Andere klassieke zeges zijn Parijs-Tours in 1997, Milaan-San Remo in 1999 en de Ronde van Vlaanderen in 2000.
Hij vertegenwoordigde Oekraïne bij de Olympische Spelen van 1996 in Atlanta, en eindigde daar op de 33ste plaats in de individuele wegwedstrijd. In 1997 kreeg hij bij de overwinning in Parijs-Tours de "Gele wimpel" uitgereikt, de onderscheiding voor het hoogste uurgemiddelde behaald in een internationale klassieker. Hij verbeterde hiermee de prestatie van de Belg Freddy Maertens uit 1975.
In 1998 liet Tchmil zich tot Belg naturaliseren en hij won in 2000 bijna het Wereldkampioenschap in Plouay voor zijn nieuwe land, maar hij werd 50 meter voor de meet gegrepen. In datzelfde jaar won Tchmil de Kristallen fiets, de prijs die de beste Belgische wielrenner van het jaar bekroont. Een jaar eerder won hij de wereldbeker wielrennen. Voorts prijken er op zijn palmares nog vele zeges, o.a. Kuurne-Brussel-Kuurne, E3 Prijs Vlaanderen en ritwinsten in kleine rondes. De laatste twee jaar van zijn carrière kende hij veel pech en kwam hij onder meer ten val in de Driedaagse van De Panne-Koksijde waardoor hij de voorjaarsklassiekers misliep. Tchmil kreeg vervolgens geen contractverlenging aangeboden door Lotto. Tchmil nam in 2002 afscheid van het wielerpeloton met een ritzege in de Ronde van België.

## Palmares
1989
- 2e - GP Industria & Commercio di Prato
- 3e - Giro del Veneto
- 6e - Coppa Placci

1991
- GP Pino Cerami
- Russisch Kampioenschap
- Parijs-Bourges

1994
- E3 Prijs Harelbeke
- 2e etappe Driedaagse van De Panne
- Parijs-Roubaix
- GP Ouest France-Plouay
- 3e etappe (B) Kellogg's Tour of Britain

1995
- 1e etappe Dauphiné Libéré
- Parijs-Camembert
- Ronde van de Limousin
- Stadsprijs Geraardsbergen
- 9e - Kuurne-Brussel-Kuurne

1996
- 6e etappe Parijs-Nice
- 2e etappe Driedaagse van De Panne
- Veenendaal-Veenendaal
- 4e etappe Ronde van Luxemburg
- Dwars door België
- GP Rik Van Steenbergen
- 8e - Kuurne-Brussel-Kuurne

1997
- Druivenkoers
- Parijs-Tours
- Dwars door Vlaanderen
- Memorial Rik Van Steenbergen
- 8e - Kuurne-Brussel-Kuurne

1998
- Trofeo Luis Puig
- 1e - Kuurne-Brussel-Kuurne
- 6e etappe Parijs-Nice
- 7e etappe Parijs-Nice

1999
- Milaan-San Remo
- 2e etappe Parijs-Nice
- Eindklassement Wereldbeker
- 3e - Kuurne-Brussel-Kuurne
- 4e - Omloop Het Volk, Lokeren

2000
- 1e - Kuurne-Brussel-Kuurne
- Ronde van Vlaanderen
- Coppa Sabatini

2001
- E3 Prijs Harelbeke
- GP Beghelli

2002
- 3e etappe Ronde van België

## Resultaten in voornaamste wedstrijden
| Jaar | Ronde van Italië | Ronde van Frankrijk | Ronde van Spanje |
| ---- | ---------------- | ------------------- | ---------------- |
| 1989 | 93e              |                     |                  |
| 1990 | 97e              |                     | 106e             |
| 1991 |                  |                     |                  |
| 1992 |                  |                     |                  |
| 1993 | 101e             |                     |                  |
| 1994 |                  | opgave              |                  |
| 1995 |                  | 71e                 |                  |
| 1996 |                  | 77e                 |                  |
| 1997 |                  | buiten tijd         |                  |
| 1998 |                  | opgave              | opgave           |
| 1999 |                  |                     | opgave           |
| 2000 |                  |                     |                  |
| 2001 |                  |                     |                  |
| 2002 |                  |                     |                  |

| Jaar | Milaan-San Remo | Gent-Wevelgem | Ronde van Vlaanderen | Parijs-Roubaix | Amstel Gold Race | Luik-Bast.‑Luik | Ronde van Lombardije | Parijs-Tours | Omloop Het Volk | E3 Harelbeke |  | WK op de weg |  | Wereldranglijsten |
| ---- | --------------- | ------------- | -------------------- | -------------- | ---------------- | --------------- | -------------------- | ------------ | --------------- | ------------ |  | ------------ |  | ----------------- |
| 1989 |                 |               |                      |                |                  |                 |                      |              |                 |              |  |              |  |                   |
| 1990 |                 |               |                      |                |                  |                 |                      |              |                 |              |  |              |  |                   |
| 1991 |                 | 41e           | 65e                  | 49e            |                  | 64e             |                      | 106e         | 20e             |              |  |              |  |                   |
| 1992 |                 | 30e           | 23e                  | 15e            | 14e              |                 | 27e                  | 4e           |                 |              |  |              |  |                   |
| 1993 |                 | 42e           | 11e                  | 35e            |                  | 74e             |                      |              | 26e             |              |  | 6e           |  |                   |
| 1994 | 9e              | 4e            | ↑                    | ↑              | 11e              | 11e             | 34e                  | 83e          | 5e              | ↑            |  | 28e          |  | (UWB)             |
| 1995 | 14e             | 31e           | ↑                    | ↑              | 26e              | 12e             |                      | ↑            | ↑               |              |  |              |  | (UWB)             |
| 1996 | 10e             | 9e            | 6e                   | 6e             | 6e               |                 |                      | 14e          |                 | 9e           |  |              |  | 11e (UWB)         |
| 1997 | 49e             | Zilver        | 4e                   | 4e             | 8e               |                 |                      | ↑            | 5e              | 9e           |  | 18e          |  | 6e (UWB)          |
| 1998 | 5e              | 4e            | ↑                    | 13e            | 8e               | 20e             |                      | 24e          | ↑               | 9e           |  | 49e          |  | 6e (UWB)          |
| 1999 | ↑               | 7e            | 7e                   | 8e             | 19e              | 17e             | 14e                  | 9e           | 4e              | ↑            |  | 41e          |  | (UWB)             |
| 2000 | 18e             |               | ↑                    | 24e            | 11e              | 56e             | 17e                  | ↑            | 10e             | 11e          |  | 19e          |  |                   |
| 2001 | 41e             |               | 9e                   | 8e             | 17e              | 32e             |                      | 15e          | 36e             | ↑            |  | 30e          |  | 18e (UWB)         |
| 2002 | 7e              |               |                      |                |                  |                 |                      |              | 7e              |              |  |              |  |                   |

Wielerploegen van Andrei Tchmil
Arroyo · Baldato · Ballerini · Bomans · Ceci · Cesarini · Chioccioli · Cipollini · Gelfi · Goessens · Gusmeroli · Halupczok · Jacobs · Jaskuła · Lecchi · Moreau · Pillon · Poli · Rebellin · Rocchi · Tchmil · Van Itterbeeck · Vanzella · Verstrepen · Vona · Willems
Baldato · Ballerini · Bomans · Cesarini · Chioccioli · Cipollini · Corsi · Demol · Gusmeroli · Jaskuła · Museeuw · Peeters · Pillon · Poli · D. Rebellin · S. Rebellin · Tchmil · Vanzella · Vona · Willems · Van Lancker (stagiair)
Baguet · M. De Clercq · P. De Clercq · Desmet · Farazijn · Frison · Hennebert · Herinne · Magalhães Azevedo · Mattan · Omloop · Ribeiro · Roosen · Tchmil · Van De Laer · Van de Wouwer · Van Den Abeele · Vandenbroucke · Vanhaecke · Verdonck · Cornette (stagiair) · Demarbaix (stagiair) · Vandaele (stagiair)
Baguet · Corvers · M. De Clercq · P. De Clercq · Farazijn · Francois · Frison · Mattan · Moreels · Nelissen · Sergeant · Sunderland · Tchmil · Van de Wouwer · Van Hyfte · Vandenbroucke (tot 31/03) · Verdonck · Detilloux (stagiair) · d'Haemers (stagiair) · Verdeyen (stagiair)
Bouvard · Bracke · Corvers · Demarbaix · Detilloux · Farazijn · Fleischer · Frison · Kozlitin · Mattan · Nelissen · Sergeant · Sunderland · Tchmil · Van de Wouwer · Van Hyfte · Verbeken · Verbrugghe · Wauters · De Waele (stagiair) · Trouvé (stagiair) · Vandenbroucke (stagiair)
Abdoezjaparov · De Waele · De Wolf · Demarbaix · Detilloux · Eeckhout · Farazijn · Feys · Fleischer · Madouas · Peers · Planckaert · Salmon · Tchmil · Teterioek · Van Hyfte · Verbrugghe · Wauters · Willems · Capelle (stagiair) · Heselmans (stagiair) · Vandenbroucke (stagiair)
Aerts · De Waele · De Wolf · Detilloux · Dierckxsens · Eeckhout · Farazijn · Feys · Laukka · Madouas · Marichal · Peers · Planckaert · Tchmil · Teterioek · Van de Wouwer · Van Hyfte · Vandenbroucke · Verbrugghe · Verheyen · Willems
Aerts · Beeckman · De Waele · Demarbaix · Detilloux · Durand · Feys · Laurent · Lhoir · Marichal · Peers · Planckaert · Tchmil · Van de Wouwer · Van Hyfte · Vandenbroucke · Verbrugghe · Verheyen · Wuyts
Aerts · Baguet · Beeckman · D'Hollander · De Waele · Demarbaix · Detilloux · Durand · Heselmans · Lhoir · Marichal · Tchmil · Van de Wouwer · Van Hyfte · Van Lancker · R. Verbrugghe · Verheyen · Wuyts · Gardeyn (stagiair) · Van Speybroeck (stagiair) · I. Verbrugghe (stagiair)
Aerts · Baguet · Blijlevens · Braikia · Brandt · D'Hollander · De Clercq · De Waele · Eeckhout · Gardeyn · Marichal · Michajlov · Paulissen · Tchmil · Van de Wouwer · Van Dyck · van Gulik · Van Hyfte · Van Lancker · Van Speybroeck · I. Verbrugghe · R. Verbrugghe · Vermaut · Amorison (stagiair) · Van Huffel (stagiair) · Van Impe (stagiair)
Aerts · Amorison · Baguet · Braikia · Brandt · D'Hollander · De Clercq · Detilloux · Eeckhout · Gardeyn · Marichal · McEwen · Michajlov · Stremersch · Tchmil · Van de Wouwer · Van Dijk · van Gulik · Van Impe · Van Lancker · Van Petegem · Van Speybroeck · I. Verbrugghe · R. Verbrugghe · Vermaut · Vierhouten · Caethoven (stagiair) · D'Haese (stagiair) · Van der Slagmolen (stagiair)